# Sérvia e Montenegro nos Jogos Olímpicos
O antigo Estado Unido de Sérvia e Montenegro foi representado nos Jogos Olímpicos em sete ocasiões entre 1992 e 2006, quando a união foi dissolvida e Montenegro e a Sérvia declararam independência total.

## História
A Iugoslávia foi representada em todos os Jogos Olímpicos de Verão de 1920 a 1988, e em todos menos 2 Jogos Olímpicos de Inverno entre 1924 e 1988.  Por causa da dissolução da Iugoslávia em 1991 e 1992, a participação olímpica mudou. Os recém-independentes Croácia e Eslovênia enviaram suas próprias delegações para os Jogos Olímpicos de Inverno de 1992, com a Iugoslávia sendo representada por atletas da Bósnia e Herzegovina, Macedônia, Montenegro e Sérvia.  Esses seriam os últimos jogos da República Federal Socialista da Iugoslávia.
A República Federal da Iugoslávia foi estabelecida em 12 de abril de 1992, consistindo na República de Montenegro e na República da Sérvia. Todavia, a Resolução 757 do Conselho de Segurança das Nações Unidas, adotada em 30 de maio de 1992 convocou os estados associados a: 
Tomarem as medidas necessárias para prevenir a participação em eventos esportivos em seus territórios de pessoas ou grupos representando a República Federal da Iugoslávia(Sérvia e Montenegro);— Parágrafo 8(b)
Apesar disso,o COI decidiu unanimamente que atletas da Sérvia e Montenegro (e também Macedônia) poderiam competir nos Jogos Olímpicos de Verão de 1992, em Barcelona.  As condições impostas eram que os atletas iriam competir como Atletas Olímpicos Independentes (IOP), vestindo uniformes brancos sem símbolos distintivos, e usariam o Hino Olímpico e a Bandeira Olímpica nas cerimônias da vitória. Os atletas não puderam participar das cerimônias de abertura e de encerramento dos Jogos.
Um time de 52 atletas competiram em eventos individuais,com 3 medalhas conquistadas no Tiro Esportivo. A restrição por atletas individuais signifcou que os times de Polo aquático, Basquete feminino e Handebol masculino e feminino não poderiam competir,apesar de terem obtido classificação para os Jogos.
As sanções contínuas contra a RF da Iugoslávia significavam que nenhum atleta poderia se classificar para competir ou mesmo competir sob a bandeira olímpica nos Jogos Olímpicos de Inverno de 1994, em Lillehammer.  As sanções foram retiradas a tempo para a edição seguinte.
Nos Jogos Olímpicos de Verão de 1996, em Atlanta,o time foi designado Iugoslávia, usando o mesmo código do COI (YUG) da antiga República Federal Socialista da Iugoslávia em 1988 e edições anteriores,  apesar do fato de que a RF da Iugoslávia não foi reconhecida como a sucessora do outro país. O time de 68 atletas participou em 13 esportes e ganhou 4 medalhas.  Em Sydney, nos Jogos Olímpicos de Verão de 2000, a Iugoslávia participou com 111 atletas em 14 esportes e ganhou 3 medalhas.
Em 2003, a República Federal da Iugoslávia se reconstituiu como Sérvia e Montenegro, e o país foi designado por Sérvia e Montenegro (SCG) pela primeira vez nos Jogos Olímpicos de Verão de 2004, em Atenas. O time de 87 atletas participou em 14 esportes e ganhou 2 medalhas de prata.
Após o referendo de independência de Montenegro em 2006, o estado de união foi dissolvido e cada país declarou independência.  O Comitê Olímpico da Sérvia sucedeu o CON da Sérvia e Montenegro em Junho de 2006, com aprovação na Assembléia do Comitê Olímpico da Sérvia e Montenegro. O recém-formado Comitê Olímpico Montenegrino foi reconhecido pelo COI em Julho de 2007.
A Sérvia e Montenegro participaram como países independentes pela primeira vez nos Jogos Olímpicos de Verão de 2008, em Pequim.

## Medalhistas
Essa lista inclui todos os competidores que ganharam medalhas olímpicas para a Sérvia e Montenegro, enquanto competiram como Participantes Olímpicos Independentes em 1992, como Iugoslávia (YUG) em 1996 e 2000, e pela Sérvia e Montenegro (SCG) em 2004.
| Medalha           | Nome | Jogos          | Esporte       | Evento                          |
| ----------------- | --- | -------------- | ------------- | ------------------------------- |
| Medalha de prata  | Jasna Šekarić | 1992 Barcelona | Tiro          | Pistola de ar feminino          |
| Medalha de bronze | Aranka Binder | 1992 Barcelona | Tiro          | Carabina de ar feminino         |
| Medalha de bronze | Stevan Pletikosić | 1992 Barcelona | Tiro          | Carabina deitado 50 m           |
| Medalha de ouro   | Aleksandra Ivošev | 1996 Atlanta   | Tiro          | Carabina três posições feminino |
| Medalha de prata  | Seleção Masculina de Basquetebol Miroslav Berić, Dejan Bodiroga, Predrag Danilović, Vlade Divac, Aleksandar Đorđević, Nikola Lončar, Saša Obradović, Žarko Paspalj, Željko Rebrača, Zoran Savić, Dejan Tomašević, and Milenko Topić                                      | 1996 Atlanta   | Basquetebol   | Competição masculina            |
| Medalha de bronze | Aleksandra Ivošev | 1996 Atlanta   | Tiro          | Carabina de ar feminino         |
| Medalha de bronze | Seleção Masculina de Voleibol Vladimir Batez, Dejan Brđović, Đorđe Đurić, Andrija Gerić, Nikola Grbić, Vladimir Grbić, Rajko Jokanović, Slobodan Kovač, Đula Mešter, Žarko Petrović, Željko Tanasković, and Goran Vujević                                                | 1996 Atlanta   | Voleibol      | Competição masculina            |
| Medalha de ouro   | Seleção Masculina de Voleibol Vladimir Batez, Slobodan Boškan, Andrija Gerić, Nikola Grbić, Vladimir Grbić, Slobodan Kovač, Đula Mešter, Vasa Mijić, Ivan Miljković, Veljko Petković, Goran Vujević, and Igor Vušurović                                                  | 2000 Sydney    | Voleibol      | Competição masculina            |
| Medalha de prata  | Jasna Šekarić | 2000 Sydney    | Tiro          | Pistola de ar feminino          |
| Medalha de bronze | Seleção Masculina de Polo Aquático Aleksandar Ćirić, Danilo Ikodinović, Viktor Jelenić, Nikola Kuljača, Aleksandar Šapić, Dejan Savić, Aleksandar Šoštar, Petar Trbojević, Veljko Uskoković, Jugoslav Vasović, Vladimir Vujasinović, Nenad Vukanić, and Predrag Zimonjić | 2000 Sydney    | Polo aquático | Competição masculina            |
| Medalha de prata  | Jasna Šekarić | 2004 Atenas    | Tiro          | Pistola de ar feminino          |
| Medalha de prata  | Seleção Masculina de Polo Aquático Aleksandar Ćirić, Vladimir Gojković, Danilo Ikodinović, Viktor Jelenić, Predrag Jokić, Nikola Kuljača, Slobodan Nikić, Aleksandar Šapić, Dejan Savić, Denis Šefik, Petar Trbojević, Vanja Udovičić, and Vladimir Vujasinović          | 2004 Atenas    | Polo aquático | Competição masculina            |